# Palanjek
Palanjek is een plaats in de gemeente Sisak in de Kroatische provincie Sisak-Moslavina. De plaats telt 323 inwoners (2001).